# مسجد سیدها
مسجد سیدها از بزرگترین و معروف‌ترین مساجد امروز شهر اراک می‌باشد که در کنار رود قره‌کهریز قرار دارد و حدود ۱۵۳ سال قدمت دارد و در سال ۱۳۳۱ و ۱۳۶۴ مورد بازسازی قرار گرفته است. بانی آن یکی از سادات معروف اراک به نام سید مومن میرمومنی و فرزندانش بوده‌اند که به همین سبب، این مسجد به نام مسجد سیدها نامگذاری شد. در این مسجد تعدادی از سادات اراک و همچنین اعضای خاندان میرمومنی مدفون هستند.